# Cynthia Geary
Cynthia Geary (Jackson, Mississippi, 1965. március 21. –) amerikai színésznő. 
Legismertebb szerepe Shelly Tambo a Miért éppen Alaszka? című amerikai tévéfilmsorozatból, mellyel két Primetime Emmy-jelölést szerzett.

## Fiatalkora és tanulmányai
Zenetanárnő édesanyja unszolására tanulni énekelni, zongorázni és balettozni. Később a Mississippi Egyetemen (ahol a Delta Delta Delta nevű diáklányszövetség tagja volt) éneklésből diplomázott Bachelor of Arts szinten (angol egyetemeken humán tárgyakból elérhető első fokozat).

## Pályafutása
Karrierje a Coca-Cola és a General Motors reklámfilmes szerepléseivel kezdődött. Aztán egyre több kisebb szerepben tűnt fel sorozatokban és filmekben. Az egyik ilyen a Füstjelek című film volt, amely Sherman Alexie indiánregénye alapján készült.
1992-ben kapta első nagyobb szerepét az Olsen ikrek Irány a nagyi című filmjében, amelyben az ikrek édesanyját, Rhonda Thompsont játszotta. 1997-ben a 8 másodperc című westernfilmben ő volt Kellie Kyle Frost, a főszereplő Lane Frost párja.
1992–1993 között kétszer jelölték Primetime Emmy-díjra a Miért éppen Alaszka? című drámasorozatban nyújtott alakításáért.

## Magánélete
Két gyermeke született az ingatlanügynökként dolgozó Robert Corontól. Házasságuk 1994-től 2018-ig tartott.
2024 óta Per Reinhall, a Washingtoni Egyetem professzorának felesége.

## Filmográfia

### Film
| Év   | Magyar cím                    | Eredeti cím                             | Szerep                                     |
| ---- | ----------------------------- | --------------------------------------- | ------------------------------------------ |
| 1982 | Szerelmes doktorok            | Young Doctors in Love                   | törött orrú lány (stáblistán nem szerepel) |
| 1988 |                               | Dangerous Curves                        | lány                                       |
| 1990 |                               | Rich Girl                               | lányszövetségi tag                         |
| 1994 | 8 másodperc                   | 8 Seconds                               | Kellie Frost                               |
| 1997 | Aranyhajsza                   | The Killing Grounds                     | Janice Harper                              |
| 1998 | Füstjelek                     | Smoke Signals                           | Cathy, a tornászlány                       |
| 1998 | Őrület sodrában               | Break Up                                | segélyhívó diszpécser                      |
| 2002 |                               | The Business of Fancydancing            | Teresa                                     |
| 2002 |                               | Mulletville                             | Jiffy                                      |
| 2006 | Szavatossága lejár: 25 évesen | Expiration Date                         | temetkezési vállalkozó                     |
| 2009 | A múlt sötét árnyai           | Crimes of the Past                      | Cotton ügynök                              |
| 2012 |                               | Switchmas (Ira Finkelstein's Christmas) | Libby Wilson                               |
| 2023 | A róka éve                    | Year of the Fox                         | Mrs. Hansen                                |

### Televízió
| Év        | Magyar cím           | Eredeti cím                  | Szerep               | Megjegyzések                                |
| --------- | -------------------- | ---------------------------- | -------------------- | ------------------------------------------- |
| 1990      |                      | The New Adam-12              | menyasszony          | 1 epizód                                    |
| 1990–1995 | Miért éppen Alaszka? | Northern Exposure            | Shelly Marie Tambo   | 110 epizód                                  |
| 1991      |                      | Us                           | Crystal              | tévéfilm                                    |
| 1992      | Irány a nagyi        | To Grandmother's House We Go | Rhonda Thompson      | - tévéfilm - magyar hangja: - Biró Anikó    |
| 1995      | Ébredés              | The Awakening                | Sara                 | tévéfilm                                    |
| 1997      | Az idő kalandorai    | When Time Expires            | June Kelly           | tévéfilm                                    |
| 1997      | Nyers erő            | Hostile Force                | Lucy James           | - tévéfilm - magyar hangja: - Hegyi Barbara |
| 1998      |                      | You′re the One               | Lindsay Metcalf      | 3 epizód                                    |
| 1998      | Végtelen határok     | The Outer Limits             | Teryl Bouton         | 1 epizód                                    |
| 1998      | Szerelemhajó         | Love Boat: The Next Wave     | Az ikrek             | 1 epizód                                    |
| 1998      |                      | Fantasy Island               | Pamela Louis         | 1 epizód                                    |
| 1999      |                      | Dead Man's Gun               | Dr. Megan Jane Price | 1 epizód                                    |
| 2012      | A Nagylábú           | Bigfoot                      | Sueanne              | tévéfilm                                    |
| 2022–2024 |                      | Going Home                   | Charley Copeland     | 12 epizód                                   |
| 2024      |                      | Penelope                     | Penelope anyja       | 3 epizód                                    |

## Fordítás
- Ez a szócikk részben vagy egészben  a   Cynthia Geary című angol Wikipédia-szócikk ezen változatának fordításán alapul.  Az eredeti cikk szerkesztőit annak laptörténete sorolja fel. Ez a jelzés csupán a megfogalmazás eredetét és a szerzői jogokat jelzi, nem szolgál a cikkben szereplő információk forrásmegjelöléseként.